# Wardell (Nowa Południowa Walia)
Wardell – miasto w Australii, w stanie Nowa Południowa Walia.